# Bromexina
La  bromexina è un principio attivo impiegato come mucolitico nelle forme di tosse produttiva, spesso in associazione ad altri mucolitici o sedativi della tosse.

## Indicazioni
Viene utilizzato nelle infezioni delle vie aeree, come bronchite cronica e polmonite.